# 한자의 한국 전래
한자의 한국 전래(漢字－ 韓國傳來)는 중국 본토의 문자인 한자가 고대 한국으로 전래된 사건을 가리키며, 이는 고대 한국의 문화 발전에 영향을 끼친 중요한 사건으로 여겨진다.

## 개요
한반도는 지리적으로 중원과 가까이 있기 때문에 일찍부터 중국의 문자인 한자(漢字)와 접촉하고 그 영향을 받게 되었다. 
고대 한국에 한자가 전해진 시기는 대략 기원전 2세기로 추정된다. 즉 기원전 2세기경에 랴오둥 반도와 한반도 북부의 고조선을 위만이 통치하고, 기원전 108년에 한무제가 한사군을 설치해 고조선 영토를 자국의 영토로 병합했다. 
따라서 한자의 전래는 그때 더욱 활발히 진행되었으리라 추정하고 있다. 한무제(기원전 80년경) 때의 것으로 지금 평안남도 용강군에 세워진 점제비는 유려한 문장으로 비록 조선인의 작(作)은 아니지만 그로써 한문의 전래와 보급의 정도를 짐작할 수 있다.
다음 고조선의 악부 〈공후인〉, 그리고 기원전 17년 고구려 유리왕의 〈황조가〉 등의 작품이 있으나 후세인의 모작인지도 알 수 없다. 삼국정립 시대에 들어서서 한문의 사용이 본격화되었다고 볼 수 있다. 고구려는 고구려 산상왕 때부터 위·오와 교류함으로써 한문의 사용이 활발해진 듯하며, 광개토왕 때에 이르러서는 상당한 수준에 오른 듯하다. 백제는 근초고왕 때 동진과 교류하면서, 신라는 내물왕 때 한문이 본격적으로 널리 쓰이게 된 듯하다.

## 평가
한국 고유의 문자가 없던 시대에는 이 한자가 사상·감정의 표현 도구로 이용되었다. 비록 언어 계통이 전혀 다른 외국 문자인 한자를 빌려서 그 의사를 표기하는 데에 큰 불편이 있었던 것도 짐작할 수 있으나, 문학다운 문학의 출현을 도운 것도 사실이다.

## 같이 보기
- 철기의 한국 전래
- 한사군
- 고조선

## 참고 자료
- 이 문서에는 다음커뮤니케이션(현 카카오)에서 GFDL 또는 CC-SA 라이선스로 배포한 글로벌 세계대백과사전의 "한자의 전래" 항목을 기초로 작성된 글이 포함되어 있습니다.